# Rezerwat przyrody Śliże
Rezerwat przyrody Śliże – torfowiskowy rezerwat przyrody położony w północno-wschodniej części powiatu wołomińskiego, na terenie gminy Jadów (województwo mazowieckie). Jest położony w otulinie Nadbużańskiego Parku Krajobrazowego.
Został powołany Zarządzeniem Ministra Leśnictwa i Przemysłu Drzewnego z dnia 21 września 1981 r. (M.P. z 1981 r. nr 26, poz. 231). Zajmuje powierzchnię 44,29 ha.
Rezerwat utworzono w celu ochrony dwóch zarastających jezior dystroficznych. Jeziora te są przykładem wtórnego tworzenia się torfowiska wysokiego. Na jeziorach występuje pło mszarne pływające po powierzchni wody.
Na terenie rezerwatu stwierdzono występowanie następujących roślin chronionych: rosiczka okrągłolistna, grzybienie białe, grążel żółty, bagno zwyczajne, konwalia majowa.